# Библия и рабство

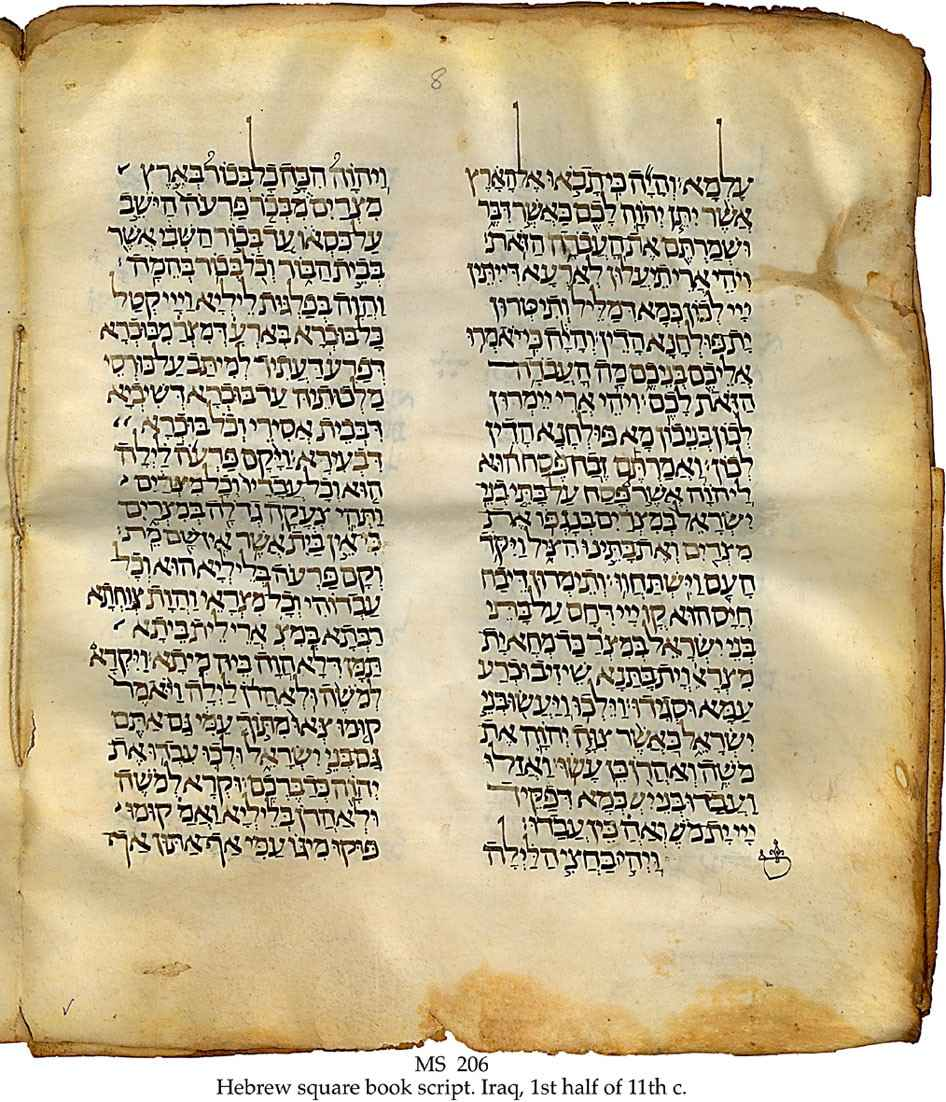
Рукопись еврейской Библии XI века с Таргумом, Исход 12:25-31

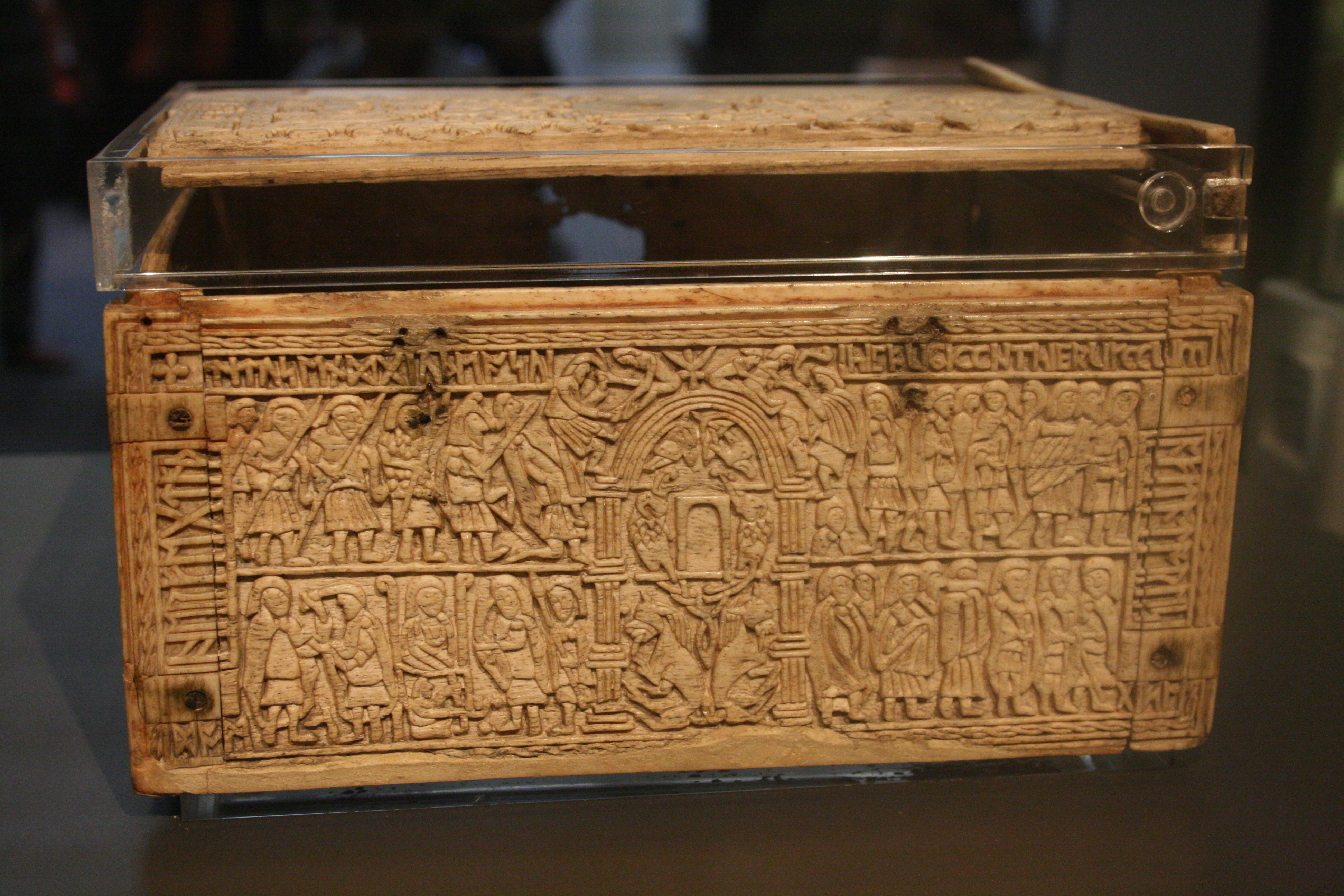
Шкатулка франков, англосаксонская шкатулку из китового уса VIII века, на задней стенке которой в правом нижнем углу изображено порабощение еврейского народа

Библия содержит множество упоминаний о рабстве. Институт рабства в древнем Израиле описывается в библейских текстах, с указанием источников получения рабов, их правового статуса, экономической роли рабства, видов рабства (долговое рабство и т. д.). Библия оговаривает правила обращения с рабами, особенно в Ветхом Завете (Исх. 21:2—6, Лев. 25:39—55, Втор. 15:12—18). Рабство также упомянуто в Новом Завете (Еф. 6:5, 1Тим. 6:1).
Многие из патриархов Библии были выходцами из высших слоев общества, владели рабами-соплеменниками (долговое рабство, наложницы) и постоянно порабощали иностранцев для работы на своих полях. Неочевидно, что женщины могли владеть рабами до Элефантинских папирусов (400-е годы до нашей эры). Неясно, было ли установленное государством рабство общепринятой практикой.
Владельцы рабов должны были платить налоги, как за еврейских, так и за нееврейских рабов, потому что они считались частью семьи. Количество рабов определяло репутацию семьи, особенно в эллинистические и римские времена, а компаньоны-рабы для женщины рассматривались как проявление и защита женской чести. Со временем роль домашнего рабства возросла.
В Соединённых Штатах XIX века и аболиционисты, и защитники рабства использовали Библию в своих доводах. Аболиционисты — чтобы выступать за освобождение рабов, а также против похищения или «кражи людей» с целью владения ими или продажи их в рабство, а рабовладельцы в защиту рабства.

## Рабство в древности
Рабы использовались в различных целях, что было хорошо задокументировано греко-римской культурой.Одна из основных функций рабов — быть символом статуса для высших членов общества, особенно в случае приданого для их дочерей. Хозяева часто требовали от рабов публично выполнять обязанности, которые хозяин мог выполнять сам.
Другие функции рабов: удовлетворение храмовых потребностей, ведение домашнего хозяйства, сельскохозяйственные работы (выращивание домашнего скота и урожая).

## Ветхий Завет

### Пленники войны
Пленники войны не были значительным источником рабов израильтян, обычно не участвующих в дальних или крупномасштабных войнах.
Взятие пленниц поощряется, так, получив указание от Яхве отомстить мадианитянам, Моисей велит израильтянам забрать молодых девственниц себе, убив мальчиков и недевственных женщин (Чис. 31:1—18).
Враждебные народы, сдавшиеся израильтянам, превращались в данников, решившие воевать против Израиля мужчины должны были быть убиты, а все женщины и дети превращались в военные трофеи (Втор. 20:10—15).
На пленнице можно было жениться, для этого существовал определённый порядок (Втор. 21:12, 13):
- пленницу приводили в свой дом,
- обривали ей голову, подстригали ногти, заменяли одежду,
- пленнице выделялся месяц для оплакивания родных,
- через месяц она становилась женой с невозможностью дальнейшей продажи в рабство (Втор. 21:10—14).

Ветхий завет свидетельствует также о сексуальном насилии израильтян в отношении женщин, пленённых на войне (Втор. 21:10—14), служившем примером геноцидного изнасилования, поскольку насилие оправдывалось тем, что женщины были не еврейками[нужна атрибуция мнения][нужна цитата].
При этом Библия не указывает, что речь идет о войне против неевреев, термин «враги» используется и в отношении израильтян, и в отношении иностранцев при описании войн между израильскими армиями.
Законы о пленницах не поощряют захват и принудительный брак, рассматривая это как неизбежность в военное время и стремясь свести к минимуму жестокость. Но законы направлены на устранение желания вступать в брак с иностранками(законы Второзакония о бритье головы пленницы, месяце в трауре и т. д.).

### Беглые рабы
Второзаконие запрещает израильтянам отдавать беглых рабов своим хозяевам или угнетать их, а также предписывает разрешить этим беглецам жить там, где они пожелают (Втор. 23:16, 17). Мишна и многие комментаторы считают, что это правило применимо только к тем рабам, которые бегут из-за пределов израильской территории на неё.

### Кровное рабство
Можно было родиться в рабстве. В соответствии с Кодексом Завета собственностью владельца являлось потомство израильского раба, получившего от хозяина жену, родившую в этом союзе детей (Исх. 21:1—4).
Теологи 18-го века предположили, что это относилось только к ханаанским наложницам.

### Долговое рабство
Как и в остальной части Древнего Ближнего Востока, правовые системы израильтян делили рабов на различные категории: долговые и движимые; местные и иностранные. Власти прежде всего защищали граждан, попавших в тяжелые времена и принужденных к рабству долгами или голодом.
Бедность (по причине высоких налогов, монополии ресурсов, кредитов под высокие проценты, распада высших родственных групп) приводила к долговой кабале. На Древнем Ближнем Востоке жены и (несовершеннолетние) дети — иждивенцы главы семьи, имеющего возможность продавать их в рабство по финансовым причинам. Кодекс Хаммурапи разрешал временное рабство на срок не более трех лет, но Книга Левит, позволяя иностранцам продажу своей семьи израильтянам, срок такого рабства не ограничивала (Лев. 25:44).
Долговые рабы в древнееврейском обществе обычно освобождались через шесть-семь лет. Рабы из движимого имущества встречались реже и обычно были военнопленными, которые не сохраняли индивидуального права на выкуп. Рабы движимого имущества занимались черновой работой полный рабочий день, часто в качестве домашней прислуги.
Более ранний Кодекс Ковенанта предписывал порабощение вору, пойманному после восхода солнца и не возместившему ущерб за кражу (Исх. 22:2, 3).

### Сексуальное и супружеское рабство

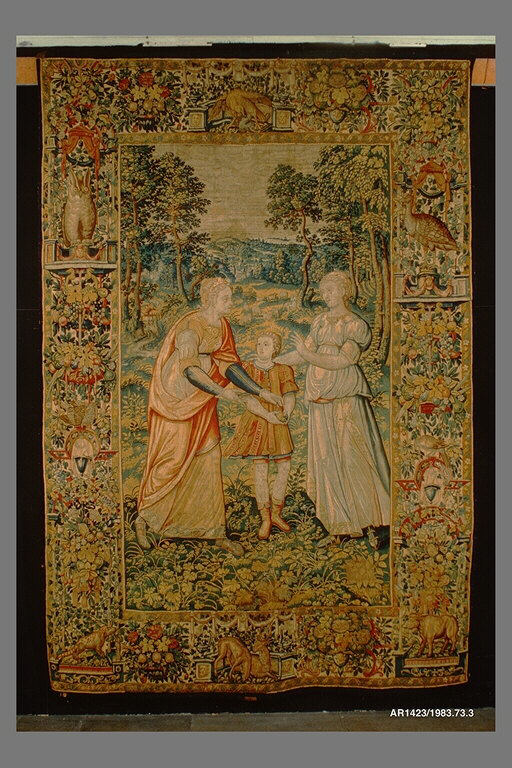
Гобелен с изображением Рахили, Дэна и Валлы. Иаков был мужем Рахили, а Валла была служанкой Рахили; Рахиль «отдает» Валлу своему мужу, и у него есть два сына от Валлы: Дан и Нафтали.

Для обозначения рабынь использовались два слова: ама (אָמָה) и шифха (שִׁפְחָה). Эти слова имеют одинаковую коннотацию и используются как синонимы, а именно как сексуальный объект, хотя сами слова имеют разное этническое происхождение. У этих рабынь было две особые роли: сексуальное использование и общение. Это была наложница мужчины, которую избегали в семейной структуре. Их сексуальная роль заключалась, в частности, в том, чтобы «разводить» больше рабов.
Сексуальное рабство или продажа в жены было распространено в древнем мире. Во всем Ветхом Завете много раз упоминается о взятии нескольких жен. Отец-израильтянин мог продать своих незамужних дочерей в рабство, ожидая для них супружества (Исх. 21:7—11). Это относилось к продаже дочери, которая «не достигла возраста двенадцати лет и одного дня, и это по бедности».
Женщину можно было выкупить, если мужчина нарушил свою помолвку с ней. Если рабыня была обручена с сыном хозяина, то требовалось обращение с ней, как с обычной дочерью. При появлении ещё одной жены, у прежней оставалось право на прежнее количество еды, одежды и супружеские права (Исх. 21:7—10). При несоблюдении этих правил порабощенная женщина получала освобождение (Исх. 21:11), в то время как все израильские рабы должны были рассматриваться как наемные слуги (Лев. 25:46, 1Цар. 9:11).
Пункт об обручении— исключение из Втор. 15:12 (ср. Иер. 34:14), по которому израильские слуги мужского и женского пола должны были быть освобождены на седьмом году.
Наказанием, если израильтянин вступал в половую связь с рабыней, которая была обручена, было наказание обоих, но не до смерти (Лев. 19:20—22) (во Втор. 22:22 обе стороны должны быть преданы смерти, будучи свободными людьми).
Израильским рабам Кодекс Завета позволяет добровольно отказаться от своего седьмого года освобождения и стать постоянными рабами (буквально оставаться рабами навсегда) при подтверждении этого желания «перед Богом» (Исх. 21:6), что означает либо в религиозном святилище перед судьями, либо в присутствии домашних богов. Сделав это, рабы подставляли своему хозяину ухо и он вонзал в него шило в дверной косяк (Исх. 21:6). Этот ритуал практиковали месопотамцы, лидийцы и арабы, проколотая мочка уха означала рабство.

### Работорговля
Прямое разрешение на участие в работорговле даёт Кодекс святости книги Левит (Лев. 25:44—46). Рабы-неизраильтяне рассматриваются как тип собственности, которая может быть унаследована.

### Условия труда
Десять заповедей книги «Исход» ясно показывают, что соблюдение Шаббата ожидалось от рабов также, как и от их хозяев (Исх. 20:9). Более поздняя книга Второзакония повторяет требование Шаббата для рабов и позволяет им празднование Суккота (Втор. 16:14).
В книге Левит говорится, что в течение субботнего года рабы и их хозяева должны есть пищу, которую дает земля, а не обрабатывать её (Лев. 25:1—13), то есть в этом году никем не сеется никакой продукции, и земля «лежит под паром» (Исх. 23:11). Но отдых рабов от несельскохозяйственных работ в течение этого года не предусмотрен.
В отличие от других книг, Левит не упоминает об освобождении израильских рабов через шесть лет, вместо этого просто дается расплывчатое указание, что израильских рабов не следует принуждать к тяжелой работе (Лев. 25:43, Лев. 25:53); Маймонид истолковывает это как запрет на бессрочную работу (например , продолжать делать это, пока я не вернусь), и запрет на бессмысленную работу.
Особый случай — это должник, который продает себя в рабство своему кредитору; книга Левит определяет, что в этой ситуации должник не должен выполнять работу рабов, а вместо этого с ним следует обращаться так же, как с наемным слугой (Лев. 25:39). В иудейской традиции это означало, что должнику не следует приказывать выполнять унизительную работу, которую могут выполнять только рабы, и что должника следует просить заниматься ремеслом, которым он занимался до того, как был порабощен.

### Травма и компенсация
Более ранний Ковенантский кодекс оговаривает степень защиты личности раба (его тела и его здоровья). Эта кодификация расширяет базовый lex talionis (…око за око, зуб за зуб…Исх. 21:44), обязывая дать рабу освобождение в качестве компенсации в случае серьёзного ущерба от своих хозяев (канонические примеры — это выбивание глаза или зуба Исх. 21:26, 27), что напоминает более ранний Кодекс Хаммурапи. Иосиф Флавий упоминает о приемлемости выплаты рабу штрафа вместо освобождения, но с согласия раба. Нахманид утверждал, что библейским предписанием является освобождение раба, пострадавшего таким образом.
И хеттские законы, и Кодекс Хаммурапи настаивают на том, что если рабу причинен вред третьей стороной, третья сторона должна выплатить владельцу финансовую компенсацию. Согласно Ковенантному кодексу, если бык забодает раба, владелец вола должен заплатить хозяину слуги штраф в размере 30 шекелей (Исх. 21:32).
Убийство рабов владельцами было запрещено. Ковенантский кодекс четко устанавливает смертную казнь за избиение до смерти свободного человека (Исх. 21:12). За избиение раба до смерти нужно было мстить только в том случае, если раб не выживал в течение одного или двух дней после избиения (Исх. 21:20, 21). Авраам бен Натан из Люнеля, провансальский ученый 12-го века, Таргум и Маймонид утверждают, что месть подразумевает смертную казнь, но более поздние ученые считают, что назначалось меньшее наказание. В ряде современных протестантских версий Библии (таких как «Новый живой перевод», «Новая международная версия» и «Новая версия века») выражение "выживание в течение одного или двух дней " переводится как указание на полное и быстрое выздоровление, а не на затяжную смерть, как трактует Новая пересмотренная стандартная версия и Новая американская Библия.

### Освобождение рабов
Параллельно с системой шмиты Кодекс Ковенанта предписывает автоматическое освобождение рабов-израильтян мужского пола после того, как они проработали шесть лет (Исх. 21:2), что не распространяется на неизраильских рабов и израильтянских дочерей, проданных в рабство их отцами для обручения с владельцем или его сыном (если обручение не состоялось, их разрешалось выкупить, если брак состоялся, освобождение было возможным при неисполнении мужем основных супружеских обязательств Исх. 21:7—11). Некоторые считают, что более поздний Второзаконный кодекс противоречит такому порядку, распространяя автоматическое освобождение на седьмой год на оба пола (Втор. 15:12 против Иер. 34:9, 14).
Второзаконный кодекс также расширяет правило освобождения на седьмой год прощальным подарком (домашний скот, зерно и вино Втор. 15:13, 14), буквальное значение, используемое для подарка—«повесить на шею». Еврейской энциклопедией 1901 года дар описан как дар продуктов, а не денег или одежды, было подсчитано, что стоимость трех перечисленных продуктов составляла~30 шекелей, со временем эта стоимость для подарка была зафиксирована. Библия утверждает, что не следует сожалеть об освобождении Раба, ибо хозяин платит за раба двойную плату наёмника (Втор. 15:18), Нахманид трактует это, как приказ, а не просто как совет.
Иеремия требовал, чтобы царь Седекия освободил всех израильских рабов (Иер. 34:9). В книге Левит не упоминается освобождение на седьмом году жизни, вместо этого долговые рабы и израильские рабы, принадлежащие иностранным жителям, должны быть освобождены во время национального юбилея (каждые 49, либо каждые 50 лет, в зависимости от интерпретации Лев. 25:39—55).
Многие комментаторы рассматривают освобождение к юбилею как дополнение к освобождению на седьмом году. Долгое ожидание Юбилея было несколько смягчено Кодексом святости разрешением купить свою свободу за сумму, равную общей заработной плате наемного слуги за весь период, оставшийся до следующего юбилея (это может быть заработная плата до 49 лет). Кровным родственникам раба также разрешалось покупать свободу раба, и это стало рассматриваться как обязанность ближайших родственников (иврит: Гоэль).
В Ветхом Завете различия между мужским и женским рабством были огромными. Второзаконный кодекс применялся в основном к мужчинам. Долговая рабыня становилась членом семьи, выйдя замуж за отца или сына отца (Втор. 21:9).

### Отмена рабства
Согласно Еврейской энциклопедии, рабство израильтян было отменено пророками после разрушения Храма Соломона. Пророк Неемия упрекал израильтян-владельцев израильских рабов за игнорирование отмены рабства.

## Новый Завет
Рабство неоднократно упоминается в Новом Завете. Слово «слуга» иногда заменяют словом «раб» в английских переводах Библии.

### Евангелия
В Евангелиях есть отсылки к исцелению Иисусом рабов:
- исцеление больного раба сотника (Лк. 7:2);
- восстановление отрезанного уха рабу первосвященника (Лк. 22:51).

В своих притчах Иисус ссылался на рабство в значении принудительного труда:
- блудный сын (Лк. 15:22),
- десять золотых монет (Лк. 19:13),
- неумолимый арендатор (Мф. 18:26),
- арендатор-фермер (Мф. 21:34).

Учение Иисуса включало понятие духовного рабства:
- духовное рабство (Ин. 8:35),
- раб, имеющий двух господ (Бога и маммону) (Мф. 6:24),
- раб Бога (Ин. 15:15),
- рабство по отношению к другим (Ин. 13:14),
- величайший из его учеников наименьший (Лк. 22:26).

Иисус обещал отдых обремененным и утомленным труженикам (Мф. 11:28).
Рассказы о Страстях интерпретируются католической церковью как исполнение песен Страдающего Слуги в Исаии.
Иисус сравнивает отношения между Богом и человечеством с отношениями господина и его рабов:
- Мф. 18:21—35: Притча Иисуса о немилосердном рабе, история хозяина, продающего раба вместе с женой и детьми.
- Мф. 20:20—28: Серия замечаний, в которых Иисус признает, что необходимо быть рабом, чтобы быть «первым» среди умерших, попадающих на небеса.
- Мф. 24:36—51: Притча Иисуса о верном слуге, в которой Иисус снова сравнивает отношения между Богом и человечеством с отношениями господина и его рабов.

### Послания
В письмах Павла к Ефесянам Павел побуждает первых христианских рабов оставаться верными и послушными своим хозяевам, как Христу (Еф. 6:5—8). Подобные утверждения о послушных рабах можно найти в посланиях Кол. 3:22—24, 1Тим. 6:1, 2 и Тит. 2:9, 10. Так святой Пётр пишет: «Рабы, со всяким почтением повинуйтесь своим господам, не только добрым и кротким, но и суровым» (1Пет. 2:18).
Обращаясь к рабовладельцам в Первом послании к Тимофею, Павел осуждает их за блуд, порабощение, оскорбление человечности, ложь, лжесвидетельство и за всё противоречащее здравому учению (1Тим. 1:10). В Кол. 4:1 Павел советует членам церкви-рабовладельцам: «поступать со своими рабами справедливо и беспристрастно, понимая, что и у вас есть Господин на небесах».
Апостолы Павел и Пётр использует слово «рабство» как метафору:
- в Послании к Римлянам Павел называет себя «рабом Христа Иисуса» (Рим. 1:1) и пишет: «Вы освободились от греха и стали рабами праведности» (Рим. 6:18);
- в Послании к Галатам Павел пишет о природе рабства в Царстве Божьем: «Нет ни иудея, ни эллина, ни раба, ни свободного, нет ни мужчины, ни женщины; ибо все вы одно во Христе Иисусе»(Гал. 3:28).

### Филимон
Послание к Филимону стало важным текстом в отношении рабства, используемым и сторонниками рабства, и аболиционистами. В послании святой Павел пишет святому Филимону, что возвращает ему святого Онисима, беглого раба, умоляя относиться к нему, как к сыну, возлюбленному брату во Христе, требуя такого же отношения, как к самому Павлу (Фил. 1:1—25). Павел крестил раба Онисима, а затем предложил владельцу любую сумму, которую Онисим должен заплатить за его статус беглеца. Павел прямо не просит Филимона освободить Онисима; однако предложение «платы» за побег Онисима обсуждалось как возможная скрытая форма освобождения. Согласно католической традиции, Филимон освободил Онисима.

### Освобождение рабов в Новом Завете
Перспектива освобождения — это идея, преобладающая в Новом Завете. Критерии освобождения от рабства базируются на римских законах о рабстве, а не на системе шмиты Ветхого Завета. Освобождение в рамках римской системы зависит от способа порабощения:
- иностранцы,
- военнопленные,
- те, у кого большие долги.

Почти невозможным было освобождение родившихся за границей. В долговом рабстве свобода даровалась после уплаты долга. Освобождение детей, предлагаемых кредиторам в качестве оплаты, определялось ab initio (с самого начала) с отцом (главой семьи). Порабощение детей отцом не исключала продажи детей в сексуальное рабство, что означало большую вероятность вечного рабства путем явного порабощения или принудительного брака.
Одно из первых обсуждений освобождения от рабства в Новом Завете можно увидеть во взаимодействии Павла с рабом Филимона Онисимом. Римское рабство демонстрировало характеристики как открытой, так и закрытой систем. Открытые рабовладельческие системы позволяли включать освобожденных рабов в общество после освобождения, в то время как в закрытых системах освобождение не означало полную свободу раба.
Во времена Нового Завета освобождение от рабства было повседневным явлением, существовало три способа освобождения раба его или её хозяином:
- формальное разрешение на освобождение в завещании,
- объявление свободы раба во время переписи,
- в присутствии раба и господина свобода раба объявлялась провинциальным чиновником[52].

Тексты Нового Завета поощряют освобождение от рабства. В Первом послании к Коринфянам 1 Коринфянам 7:21 Павел призывает порабощенные народы стремиться к освобождению (1Кор. 7:21); тем не менее, это освобождение могло быть связано с границами закрытой рабовладельческой системы, в которой освобождение от свободы не приравнивалось к полной свободе. Что входило в противоречие с Новым заветом, так в письме Павла к Галатам Павел писал: «Ради свободы Христос освободил нас» (Гал. 5:1).

## Дебаты девятнадцатого века об отмене рабства и смертной казни
Рабство, упомянутое в Библии, сильно отличалось от рабства движимого имущества, практикуемого на юге Америки, рабы-евреи в библейские и талмудические времена имели больше прав, чем рабы на юге Америки, включая требование об освобождении рабов после семи лет рабства (за исключением иностранных рабов Израиля, остававшихся порабощенными на всю жизнь).
В XIX веке распространилось влияние церковных общин новых протестантских конфессий: методистов, конгрегационалистов, пресвитериан, баптистов, в которых усилились настроения искоренения общественных пороков накануне второго пришествия Христа: рабства, смертной казни.
Части Нового Завета, где миссия Иисуса описывается не как принесение мира, но принесение меча (Мф. 10:34, Мф. 26:51, 52, Лк. 25:35—38) были истолкованы буквально, как призыв к вооружённой борьбе для достижения справедливости как христианской миссии.
Итогом борьбы против рабства в XIX веке стало принятие:
- Прокламации об освобождении (22 сентября 1862 года);
- Тринадцатой поправки к Конституции США (18 декабря 1865 года), запрещающей рабство;
- Пятнадцатой поправки (30 марта 1870 года), давшей бывшим невольникам право голоса.